# Fouchécourt (Haute-Saône)
Fouchécourt é uma comuna francesa na região administrativa de Borgonha-Franco-Condado, no departamento de Alto Sona. Estende-se por uma área de 4,47 km². Em 2010 a comuna tinha 112 habitantes (densidade: 25,1 hab./km²).